# William Gilbert Chaloner
William Gilbert Chaloner (22 novembre 1928 - 13 octobre 2016) est un paléobotaniste britannique. Il est professeur de botanique au département des sciences de la Terre au Royal Holloway de l'Université de Londres et professeur invité en sciences de la Terre à l'University College de Londres,,.

## Éducation
Chaloner est né à Chelsea, le fils d'Ernest J et de Lenore (née Maude) Chaloner et fait ses études à la Kingston Grammar School. Il suit des cours du soir en géologie à Chelsea Polytechnic. En 1947, il étudie la botanique, la géologie et la chimie à l'Université de Reading et obtient un baccalauréat ès sciences de première classe en 1950, suivi d'un doctorat en 1953.

## Carrière
Après une année postdoctorale à l'Université du Michigan, il rentre chez lui pour effectuer deux ans de service national dans l'armée avant de rejoindre le département de botanique de l'University College de l'Université de Londres en 1956. En 1972, il devient professeur de botanique au Birkbeck College de l'Université de Londres. En 1979, il est nommé à la chaire Hildred Carlyle de botanique au Bedford College. Il occupe des postes de professeur invité à l'Université d'État de Pennsylvanie, à l'Université du Nigeria, à Nsukka et à l'Université du Massachusetts à Amherst.
Chaloner est membre élu de la Royal Society en 1976 de la Linnean Society et reçoit plusieurs prix, dont la Médaille linnéenne et la médaille Lapworth de la Palaeontological Association. Il est élu administrateur des jardins botaniques royaux de Kew en 1983. Il est président de la Linnean Society de 1985 à 1988.

## Vie privée
Chaloner épouse sa femme américaine Judith; Ils ont deux filles et un fils.
Il est décédé le 13 octobre 2016 à l'âge de 87 ans.